# Centro Parlamentar (partido)
O Centro Parlamentar (em castelhano:  Centro Parlamentario, CP) foi um grupo político na Espanha formado por diversas vezes pelo ministro Manuel Alonso Martínez como uma cisão com o Partido Constitucional. Alinhado com o Partido Conservador de Antonio Cánovas del Castillo de 1876 a 1879, foi posteriormente fundido no Partido Liberal de Práxedes Mateo Sagasta, em 1880.